# Saint-Aignan, Loir-et-Cher
Saint-Aignan là một xã thuộc tỉnh Loir-et-Cher miền trung nước Pháp.